# Parafia św. Katarzyny w Witoni
Parafia św. Katarzyny Dziewicy i Męczennicy w Witoni – rzymskokatolicka parafia należąca do dekanatu Kutno – św. Michała Archanioła w diecezji łowickiej. Erygowana w XIII wieku.
Parafia liczy 3181 wiernych.

## Zasięg parafii
Do parafii należą wierni z miejscowości: Budki, Byszew, Byszew-Kaczyn, Gajew, Gledzianówek, Gołocice, Gozdków, Janice, Józefów, Karkoszki, Kostusin, Nędzerzew, Olesice, Oraczew, Osędowice, Romartów, Rudniki, Szamów, Wargawa, Wargawka Młoda, Wargawka Stara, Węglewice i Witonia.